# Simon Friedrich Rueß

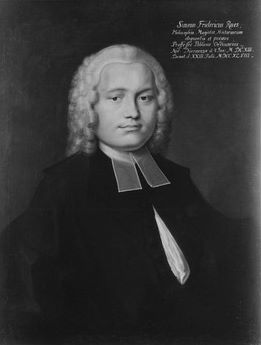
Simon Friedrich Rueß auf einem Bild in der Tübinger Professorengalerie

Simon Friedrich Rueß (* 5. Januar 1713 in Dürrmenz; † 28. Oktober 1748 in Stuttgart) war ein deutscher Philosoph und Historiker sowie Professor an der Universität Tübingen.

## Leben
Simon Friedrich Rueß immatrikulierte sich 1733 für ein Studium im Evangelischen Stift Tübingen.
Er wurde 1733 Magister und 1743 Diakon in Stuttgart sowie 1747 ordentlicher Professor der Beredsamkeit, Dichtkunst und Geschichte an der Universität Tübingen.
Sein 1748 gemaltes Porträt hängt in der Tübinger Professorengalerie.